# Penedo (Itatiaia)

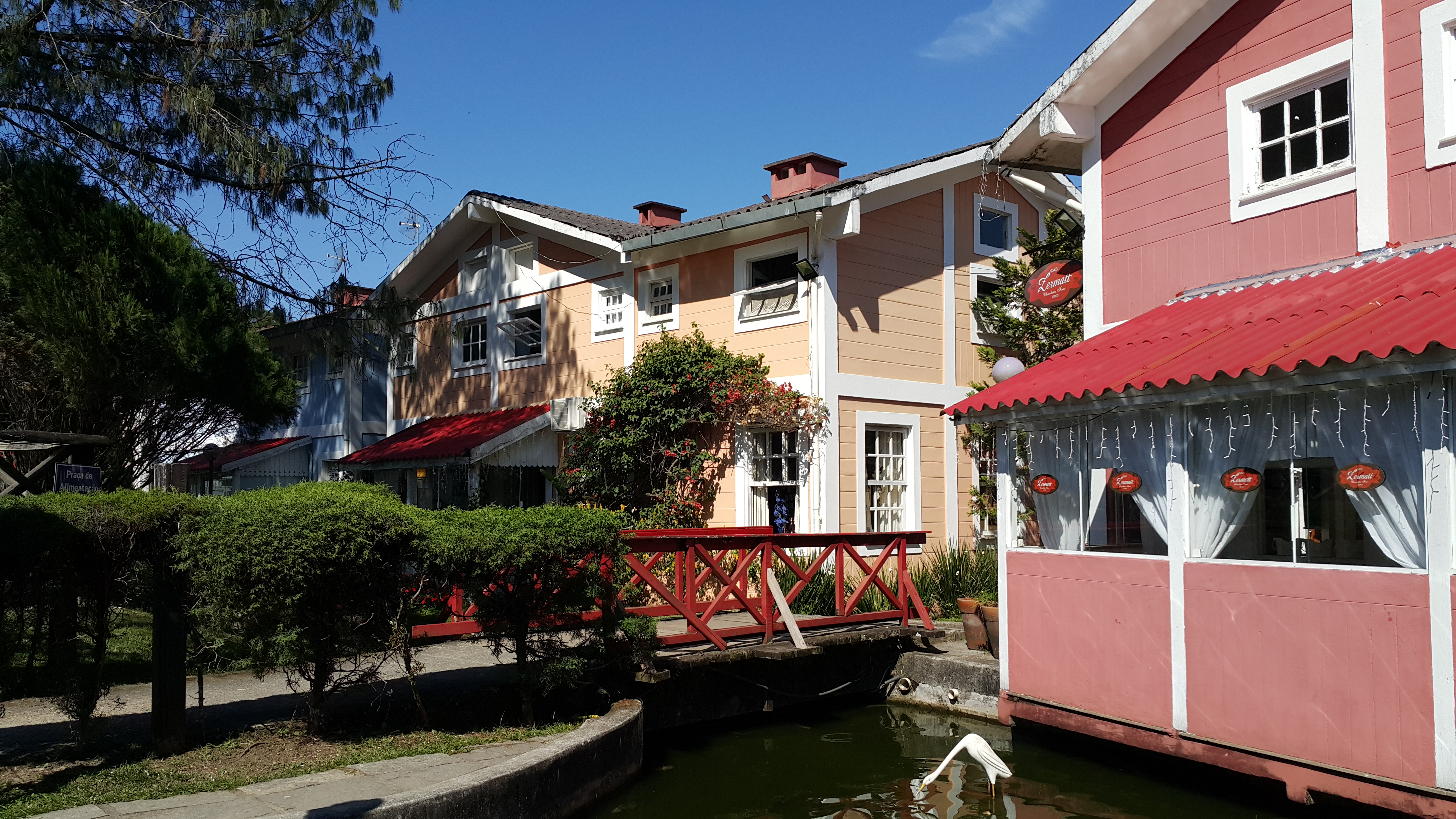
Edifícios na área comercial Pequena Finlândia.

Penedo é um distrito e parque ecológico do município de Itatiaia, localizado na região sul do estado brasileiro do Rio de Janeiro.
É a principal colônia finlandesa do Brasil, o que ainda se mostra marcante na arquitetura de residências e edifícios comerciais, bem como na cultura local.
Suas tranquilas pousadas, seu clima ainda ameno, sua generosa fauna e topografia fazem de Penedo um oásis em meio ao crescimento e ocupação da região.
Penedo faz divisa com o distrito de Visconde de Mauá, pertencente ao município de Resende.

## História

### A ideia
Conta Toivo Uuskallio, o idealizador e fundador da Colônia Finlandesa de Penedo, em seu livro "Na Viagem em Direção à Magia do Trópico", ter recebido um chamado para deixar sua terra natal e emigrar para o Sul longínquo. Chegou este chamado de forma misteriosa, à noite, e sem emissário aparente.
Foi bem sucedido, e em 28 de janeiro de 1929 foi realizada a compra da Fazenda Penedo, localizada no Vale do Paraíba, então distrito da cidade de Resende.

### A colônia
Como previsto no Projeto Habitacional de Penedo, nos primeiros anos, até que cada um pudesse construir sua casa em um dos 250 lotes da fazenda, a vida foi em comunidade. Praticava-se uma lavoura de subsistência, e cultivava-se viveiros de mudas de laranja, cuja venda constituía a principal fonte de renda da colônia. Muitos, decepcionados com as duras condições de trabalho, retornaram à Finlândia. As terras da Fazenda Penedo não eram boas. Assim, alguns obtiveram de volta o dinheiro que tinham investido e procuraram outras terras. Com a queda da indústria da laranja na Baixada Fluminense, cessou esse mercado, e os finlandeses tiveram que procurar outras alternativas. Foi tentado o cultivo de tomate, mas as dificuldades de fazer chegar a produção ao mercado fizeram com que alguns se dedicassem à criação de galinhas. E, agindo em conjunto, comprando rações e víveres por atacado, acabaram formando uma cooperativa informal. Essa cooperativa informal foi a base do atual Clube Finlândia, fundado em 1943.

### Penedo hoje
O turismo, verdadeira vocação de Penedo, fez com que as primeiras pensões completas se transformassem em uma rede de 52 hotéis e 39 restaurantes, lanchonetes e bares. Mas, não sendo nem de duas dezenas o número de finlandeses atualmente residentes em Penedo, existe uma grande preocupação de preservar a presença finlandesa. Para isso tem atuado o Clube Finlândia, fundado em 1943, em cujos bailes dos sábados se apresenta o Grupo de Danças Tradicionais, e que desde 1993 abriga o Museu Finlandês da Dona Eva, museu em que podem ser vistas através de peças antigas e modernas a arte e a cultura da Finlândia. Tem o museu recebido cerca de 500 visitantes por mês. Penedo hoje é focado em turismo romântico para casais com mais de 30 anos, que gostam de apreciar bons queijos e vinhos.
Entre as figuras que marcaram a história de Penedo, destacam-se o idealizador da colônia finlandesa, Toivo Uuskallio; a professora e curadora Eva Hilden, responsável pela criação do Museu Finlandês da Dona Eva; e o médico austríaco Gildo Unger, que teve importante atuação na área da saúde local e é lembrado pela comunidade por sua dedicação à região. Ele também foi o primeiro estrangeiro a integrar oficialmente a medicina militar do Brasil.